# (12747) Michageffert
(12747) Michageffert (1992 YN2) – planetoida z pasa głównego asteroid okrążająca Słońce w ciągu 3,49 lat w średniej odległości 2,3 j.a. Odkryta 18 grudnia 1992 roku.